# Sqoleq
Sqoleq, ook Squliq, is een dialect van het Atayal. Het verschil met het standaard Atayal ligt voornamelijk in de uitspraak, meer bepaald in kwesties rond de al dan niet doffe e. Het grootste deel van de Atayaltaligen spreekt het Atayal in de vorm van Sqoleq.

## Classificatie

- Austronesische talen
  - Atayalische talen
    - Atayal
      - Sqoleq